# 科佩讷
科佩讷（法語：Caupenne，法語發音：[kopɛn]）是法国朗德省的一个市镇，属于达克斯区。

## 地理
科佩讷（43°41'1"N, 0°44'44"W）面积15.22 平方千米，位于法国新阿基坦大区朗德省，该省份为法国西南部沿海省份，是法國本土面积第二大的省，北起吉倫特省，西临大西洋，南至大西洋比利牛斯省，东临热尔省，东北与洛特-加龍省接壤。
与科佩讷接壤的市镇（或旧市镇、城区）包括：巴奇、巴斯泰讷、贝尔古埃、栋扎克、戈雅克、拉奥斯、拉尔贝、迈利、圣欧班。

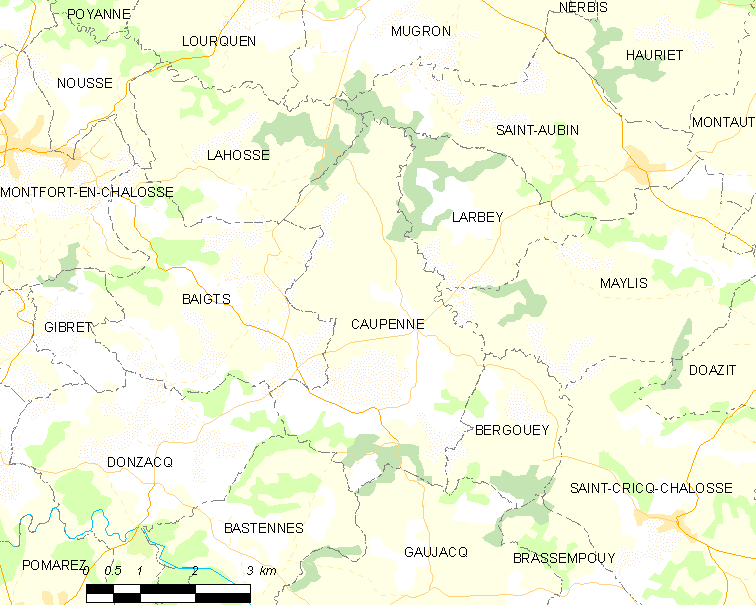
科佩讷的OSM定位图

科佩讷的时区为UTC+01:00、UTC+02:00（夏令时）。

## 行政
科佩讷的邮政编码为40250，INSEE市镇编码为40078。

## 政治
科佩讷所属的省级选区为沙洛斯山坡县。

## 人口

1962-2008年间科佩讷人口变化图示

科佩讷于2022年1月1日时的人口数量为397人。